# David Krippendorff

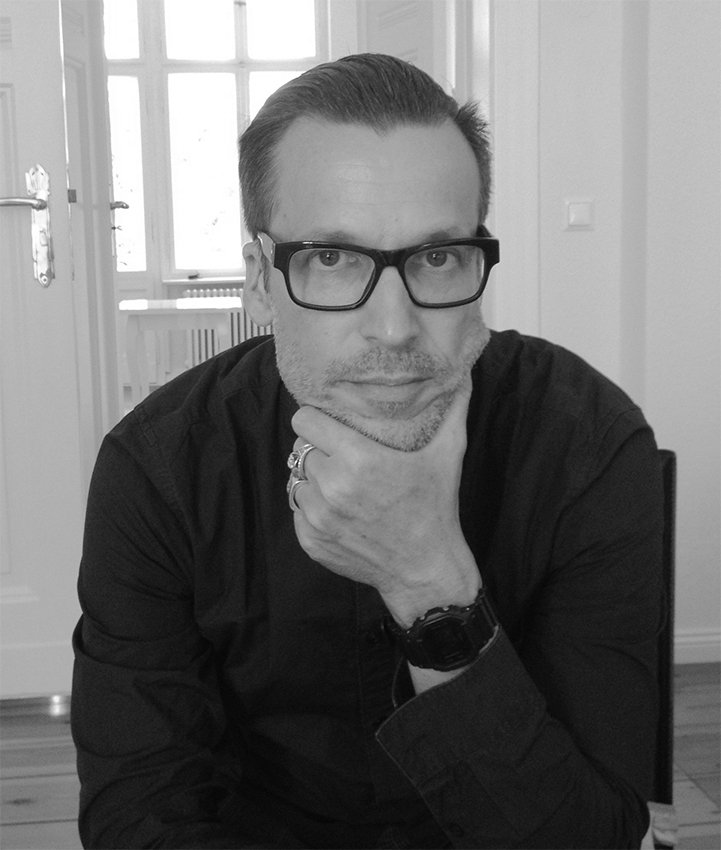
David Krippendorff

David Krippendorff (* 1967 in Berlin) ist ein deutsch-US-amerikanischer Künstler und Filmemacher.

## Biografie
Krippendorff wuchs als Sohn des Politikwissenschaftlers Ekkehart Krippendorff und der Schauspielerin Eve Slatner in Italien, zwischen Bologna und Rom, auf.
Von 1990 bis 1997 studierte er an der Universität der Künste Berlin Kunst und schloss 1997 als Meisterschüler ab. Ab 1997 bis 1999 wurde Krippendorff durch ein Stipendium der Karl Hofer Gesellschaft gefördert. In der Zeit von 2000 bis 2005 lebte er in New York, wo er von 2000 bis 2002 eine Förderung der Elizabeth Foundation for the Art erhielt und im Anschluss, 2003 von dem ISCP, dem International Studio & Curatorial Program gefördert wurde. Bereits seit dieser Zeit wird Krippendorff von renommierten Galerien vertreten. 2012 erhielt er ein Stipendium der Stiftung Kunstfonds Bonn. Krippendorffs Werk wird seither international gezeigt, z. B. im New Museum New York, im ICA, Institute of Contemporary Art London und in der Hamburger Kunsthalle. Er war Teilnehmer an der Prag Biennale, der Mediations Biennale in Poznań und der Israel Video Biennale. 2016 nahm er im Oktober Salon in Belgrad in der von David Elliott kuratierten Ausstellung The Pleasure of Love teil. Krippendorff lebt seit 2005 in Berlin.
2016 wurde sein Film Nothing Escapes My Eyes als bester Kurzfilm beim Berlin Short Film Festival und beim Video Festival Verona ausgezeichnet. Sowohl Nothing Escape My Eyes (2015) als auch Kali (2017) wurden mit der preisgekrönten israelisch-arabische Schauspielerin Hiam Abbass realisiert.

## Werk
In seinem frühen Werk beschäftigte sich Krippendorff mit Hollywood-Spielfilmen, als formale Grundlage für seine Filme und seine Malerei. Dort war sein Thema die Ikonisierung von Bildern. Im späteren Werk beginnt er eine neue, eigene Filmsprache zu entwickeln, in der er seine Identität als Fremder in verschiedenen Kulturen thematisiert.

## Ausstellungen
- 2000: Modell, Modell. Neuer Aachener Kunstverein
- 2001: Berlin–London. ICA, London
- 2002: Videodrome II. New Museum, New York
- 2003: David Krippendorff Werk. Massimo Audiello Gallery, New York
- 2003: True Fictions. Stadtgalerie Saarbrücken
- 2003: Breaking Ground. White Columns, New York
- 2003: After Matisse/Picasso. PS1 Contemporary Art Center, New York
- 2005: Rückkehr ins All. Hamburger Kunsthalle
- 2005: Expanded Painting. Prag Biennale
- 2005: In Wirklichkeit… Kunsthaus Nürnberg
- 2007: Borders. MAN, Museo d’Arte di Nuoro, Italien
- 2008: Videozone 4. Video Biennale, Tel Aviv, Israel
- 2009: Don’t Push Me! Galerie M+R Fricke, Berlin
- 2011: West End. Museum on the Seam, Jerusalem
- 2015: Himmelwärts. Museum Sinclair-Haus, Bad Homburg
- 2016: 56th October Salon / The Pleasure of Love, Belgrade City Museum, Serbia
- 2018: Mønlight Sonata. Kunsthal 44Møn, Møn, Denemark.
- 2018: The Women Behind. Museum on the Seam, Jerusalem

## Filmografie
- 1998: Behind the Curtain. YYZ Artists’ Outlet, Toronto (2000).
- 1999: Beyond the moon… House of Contemporary Arts-Trafo, Budapest (2000); Badischer Kunstverein (2000); Galerie Barbara Thumm (2000); Neuer Aachener Kunstverein (2000); Serge Ziegler Gallery, Zürich (2000); Künstlerhaus Bethanien, Berlin (2002).
- 1999: There’s No Place Like Home. Jüdische Kulturtage, Potsdamer Platz (2000) Rachel & Israel Pollack Gallery, Tel Aviv (2001); Thomas Erben Gallery, New York (2003); ICA London (2001); Stadtgalerie Saarbrücken (2003).
- 2000: Running Away from Home. House of Contemporary Arts-Trafo, Budapest (2000); Badischer Kunstverein (2000) Galerie Barbara Thumm (2000); Neuer Aachener Kunstverein (2000); Serge Ziegler Gallery, Zürich (2000); Künstlerhaus Bethanien, Berlin (2002).
- 2002: Blame. Rotterdam Film Festival (2003), Basel Art Fair (2004).
- 2003: Sleeping Beauty. Galerie M+R Fricke, Berlin (2005); Massimo Audiello Gallery, New York (2004); Kunsthaus Nürnberg (2005).
- 2003: The Beautiful Island (part 1). Cinema Ritrovato Film Festival, Bologna (2004); GAS-Gigantic Art Space, New York (2004).
- 2003: +/-, One Minute of Art to Aids - 46664 - The Concert, Green Point Stadium, Cape Town (2003).
- 2004: The Beautiful Island (part 2). Video Lounge, Miami Basel, Miami (2004), Prag Biennale (2005).
- 2005: Remember Me. S. Giovanni dei Fiorentini, Rom (2006).
- 2005: Night of 1000 Stars. Ontario College of Arts (2008), Museum Sinclair-Haus, Bad Homburg (2015).
- 2008: Altered States. Video Biennale, Tel Aviv (2008).
- 2009: A Small Fee. Video Dumbo Festival, New York (2010).
- 2015: Nothing Escapes My Eyes. St.Louis Film Festival (2015) Recontres Internationales Paris (2015) KIK eight Kino International Berlin (2).
- 2017: Kali, Braunschweig International Film Festival (2017).

## Werke in Sammlungen
- Vehbi Koç Foundation, Istanbul
- Hamburger Kunsthalle
- Deutsche Bank
- Neuer Berliner Kunstverein[5]
- Fondazione Mimmo Rotella
- Alison & Peter W Klein
- Jordi Pujol Collection, Barcelona
- Klawitter Sammlung, Hamburg
- LBB, Landes Bank Berlin
- Künstler Senatförderung, Senat Berlin
- Deutsche Bahn Stiftung